# Lapley, Stretton and Wheaton Aston
Lapley, Stretton and Wheaton Aston es una parroquia civil del distrito de South Staffordshire, en el condado de Staffordshire (Inglaterra).

## Geografía
Según la Oficina Nacional de Estadística británica, Lapley, Stretton and Wheaton Aston tiene una superficie de 22,39 km².

## Demografía
Según el censo de 2001, Lapley, Stretton and Wheaton Aston tenía 2612 habitantes (49,43% varones, 50,57% mujeres) y una densidad de población de 116,66 hab/km². El 18,64% eran menores de 16 años, el 74,46% tenían entre 16 y 74, y el 6,89% eran mayores de 74. La media de edad era de 41,35 años. Del total de habitantes con 16 o más años, el 19,53% estaban solteros, el 66,4% casados, y el 14,07% divorciados o viudos.
Según su grupo étnico, el 98,74% de los habitantes eran blancos, el 0,23% mestizos, el 0,88% asiáticos, y el 0,15% de cualquier otro grupo salvo negros y chinos. La mayor parte (98,05%) eran originarios del Reino Unido. El resto de países europeos englobaban al 0,77% de la población, mientras que el 1,19% había nacido en cualquier otro lugar. El cristianismo era profesado por el 83,39%, el budismo por el 0,11%, el hinduismo por el 0,15%, el islam por el 0,31%, el sijismo por el 0,15%, y cualquier otra religión, salvo el judaísmo, por el 0,11%. El 10,56% no eran religiosos y el 5,2% no marcaron ninguna opción en el censo.
Había 1011 hogares con residentes y 18 vacíos.